# Секу Сіссе
Секу́ Сіссе́ (фр. Sekou Cissé; народився 23 травня 1985; Дабу, Кот-д'Івуар) — івуарійський футболіст, нападник голландського клубу «Рода» та національної збірної Кот-д'Івуару.

## Клубна кар'єра
Свою професійну футбольну кар'єру розпочав у себе на батьківщині, однак після поради свого друга та партнера по збірній Аруни Коне перебрався до клубу «Рода» з голландської Ередивізі.

## Національна збірна Кот-д'Івуару

### Голи в за збірну
| #  | Дата            | Місце                | Суперник | Рахунок | Результат | Турнір                                      |
| -- | --------------- | -------------------- | -------- | ------- | --------- | ------------------------------------------- |
| 1. | 22 червня, 2008 | Абіджан, Кот-д'Івуар | Мозамбік | 1-0     | перемога  | Кваліфікаційний раунд Чемпіонату світу 2010 |
| 2. | 22 червня, 2008 | Абіджан, Кот-д'Івуар | Ботсвана | 4-0     | перемога  | Кваліфікаційний раунд Чемпіонату світу 2010 |
| 3. | 22 червня, 2008 | Абіджан, Кот-д'Івуар | Ботсвана | 4-0     | перемога  | Кваліфікаційний раунд Чемпіонату світу 2010 |

## Статистика
Дані станом на 25 березня 2009 р.
| Сезон   | Клуб   | Країна     | Ліга      | Матчі | Хвилини | Голи | Передачі |   |   |
| ------- | ------ | ---------- | --------- | ----- | ------- | ---- | -------- | - | - |
| 2004–05 | «Рода» | Нідерланди | Ередивізі | 25    | -       | 5    | -        | - | - |
| 2005–06 | «Рода» | Нідерланди | Ередивізі | 27    | -       | 4    | -        | - | - |
| 2006–07 | «Рода» | Нідерланди | Ередивізі | 26    | -       | 3    | -        | - | - |
| 2007–08 | «Рода» | Нідерланди | Ередивізі | 24    | -       | 2    | -        | - | - |
| 2008–09 | «Рода» | Нідерланди | Ередивізі | 11    | -       | 3    | -        | - | - |